# Flérovium
Le flérovium (symbole Fl) est l'élément chimique de numéro atomique 114. Il a été nommé temporairement ununquadium (Uuq) dans la dénomination systématique de l'IUPAC, et est encore appelé élément 114 dans la littérature. Il a été synthétisé pour la première fois en décembre 1998 par une réaction 244Pu (48Ca, 3n) 289Fl au Flerov Laboratory for Nuclear Reactions (FLNR) de l'Institut unifié de recherches nucléaires (JINR) situé à Doubna, dans l'oblast de Moscou. L'IUPAC a validé son identification le 1er juin 2011 et lui a donné son nom définitif le 30 mai 2012 en référence au FLNR.
Il s'agit d'un transactinide très radioactif, dont l'isotope le plus stable, le 289Fl, a une période radioactive d'environ 2,6 s. Il posséderait cependant un isomère nucléaire 289mFl dont la demi-vie atteindrait plusieurs dizaines de secondes, ce qui serait la plus longue jamais observée pour un élément superlourd. Selon la théorie MM (Microscopic-Macroscopic) décrivant le noyau atomique, l'isotope 298Fl, avec le « nombre magique » de 184 neutrons, pourrait être au centre d'un îlot de stabilité prédit par le modèle en couches de la structure nucléaire des atomes.
Le flérovium présenterait des affinités avec la famille des métaux pauvres, bien qu'on ait initialement suspecté un comportement de gaz rare induit par une configuration électronique modifiée par des effets quantiques de couplage spin-orbite et d'électrodynamique quantique.
La validation par l'IUPAC de l'observation du flérovium est la suite logique de celle de la caractérisation du copernicium, qui impliquait de facto la validation des données expérimentales relatives au flérovium à travers la chaîne de désintégrations :
{\displaystyle \mathrm {^{291}_{116}Lv\ {\xrightarrow[{18\ ms}]{\alpha \ 10,74\ MeV}}\ {}_{114}^{287}Fl\ {\xrightarrow[{0,48\ s}]{\alpha \ 10,02\ MeV}}\ {}_{112}^{283}Cn} }.

## Synthèse
Une équipe de l'Institut unifié de recherches nucléaires (JINR) à Doubna en Russie a publié en janvier 1999 avoir bombardé une cible de plutonium 244 avec des ions calcium 48, produisant un unique atome identifié comme du 289Fl avec une désintégration α à 9,67 MeV en 30 s. Cette observation n'a toutefois pas pu être renouvelée, et on suppose qu'il pourrait s'agir d'un isomère métastable 289mFl.
La même équipe a publié en juillet 1999 avoir remplacé la cible de plutonium 244 par du plutonium 242 afin de produire d'autres isotopes et obtenu deux atomes de 287Fl avec une désintégration α à 10,29 MeV en 5,5 s. Là encore, l'observation n'a pu être renouvelée, et on l'attribue à un possible isomère métastable 287mFl.
La synthèse à présent confirmée des premiers noyaux de flérovium a été réalisée en juin 1999 lorsque la même équipe a repris l'expérience réalisée avec le plutonium 244 : deux atomes de flérovium ont été à nouveau produits, avec une désintégration α à 9,82 MeV en 2,6 s. Cette observation a été attribuée dans un premier temps à du 288Fl en raison des observations précédentes, mais une analyse approfondie a permis de l'attribuer de façon certaine à du 289Fl.
48
20Ca + 244
94Pu ⟶ 292
114Fl* ⟶ 289
114Fl + 3 1
0n.
La période radioactive théorique de la désintégration α des isotopes du flérovium est conforme aux observations,. L'isotope 298Fl aurait une période radioactive théorique de 17 jours,.
La synthèse du 283Cn, publiée en mai 2009, est venue confirmer indirectement les résultats obtenus précédemment sur le 287Fl (ainsi que sur le 291Lv).
Le tableau ci-dessous résume l'état de l'art en matière de production d'isotopes du flérovium :
| Ion  | Cible | Isotope | Statut de l'expérience |
| ---- | ----- | ------- | ---------------------- |
| 76Ge | 208Pb | 284Fl   | Échec[19]              |
| 54Cr | 232Th | 286Fl   | Réaction non publiée   |
| 50Ti | 238U  | 288Fl   | Réaction non publiée   |
| 48Ca | 244Pu | 292Fl   | Succès                 |
| 48Ca | 242Pu | 290Fl   | Succès                 |
| 48Ca | 239Pu | 287Fl   | Réaction non publiée   |
| 40Ar | 248Cm | 288Fl   | Réaction non publiée   |
| 36S  | 249Cf | 285Fl   | Réaction non publiée   |

## Propriétés
Des expériences assez complexes d'adsorption de 287Fl sur de l'or ont été réalisées au printemps 2007 par des équipes du Flerov Laboratory for Nuclear Reactions (FLNR, au sein du JINR à Dubna, en Russie) et de l'Institut Paul Scherrer (PSI, dans le canton d'Argovie, en Suisse), qui ont suggéré un comportement en accord avec celui attendu pour un gaz rare volatil ; ces résultats viennent appuyer des études théoriques indiquant que le flérovium pourrait avoir le comportement d'un gaz rare en raison d'effets relativistes dans son cortège électronique qui en modifieraient la configuration.

## Îlot de stabilité: isotope 298 du flérovium
La théorie MM (Microscopic-Macroscopic) décrivant la structure nucléaire suggère de rechercher l'hypothétique « îlot de stabilité » autour du nucléide 298Fl, qui serait « doublement magique » avec 114 protons et 184 neutrons. Cela pousse à créer des isotopes de flérovium plus riches en neutrons que ceux synthétisés jusqu'à présent, qui demeurent très instables et se désintègrent par fission spontanée (produisant une variété de radionucléides), désintégration α, émission de positron ou capture électronique (donnant de l'élément 113). La difficulté est alors de trouver la combinaison de l'ion lourd et de la cible qui permettra de synthétiser un noyau comportant exactement 184 neutrons pour 114 protons : il faudrait par exemple utiliser des ions calcium 50 sur une cible plutonium 248 pour avoir le compte juste, ce qui n'est pas envisageable compte tenu de l'extrême difficulté à obtenir des quantités suffisantes de 50Ca et surtout de 248Pu. L'idée alternative serait alors de procéder à la quasi-fusion de noyaux massifs, en misant sur le caractère stabilisateur des couches nucléaires saturées qui tendrait à orienter les réactions nucléaires vers la production de noyaux doublement sphériques, via par exemple la réaction :
204
80Hg + 136
54Xe ⟶ 298
114Fl + 40
20Ca + 2 1
0n
dans laquelle les nucléides 298Fl et 40Ca sont « doublement magiques » — du moins si 114 est bien un nombre magique de protons dans un noyau ayant 184 neutrons comme l'affirme la théorie MM.